# 小紅點

新加坡庆祝50周年国庆的活动标志，是一个写有“SG50”字样的红色圆圈。

小红点（英語：Little Red Dot/The Red Dot）是东南亚国家新加坡的昵称，在媒体和民间都有广泛的使用。“小红点”的说法源于新加坡国土面积狭小，在世界地图或亚洲地图上多用一个小红点标记。新加坡是一座由主岛和数个离岸岛屿构成的城邦，国土面积约为750平方（290平方英里），是东南亚国土面积最小的国家。
起初其他国家使用“小红点”这一说法来贬损新加坡，不过很快这个词被新加坡的政治家和国民化用，以表达虽然国土面积有限，但国民对于新加坡取得的繁荣感到自豪和骄傲。2015年新加坡庆祝其50周年国庆时，使用的活动标志就是一个写有“SG50”字样的红色圆圈。

## 起源和发展
“小红点”一词的流行始于刊登在1998年8月4日的《亚洲华尔街日报》上的一篇报道。报道中印度尼西亚总统优素福·哈比比说他不觉得新加坡是伙伴，并指着地图说：“我觉得无所谓，但这里（印度尼西亚）有2.11亿人口。（地图上）整块绿色（区域）都是印度尼西亚，然后那个红点就是新加坡。”哈比比以轻蔑的方式提及新加坡，因此该言论被视为对新加坡的蔑视。
新加坡总理吴作栋在当年8月23日举行的国庆群众大会面向全国发表的演说上回应了印尼总统的言论。吴作栋指出亚洲金融风暴对印尼造成了重大破坏，印尼卢比兑美元的汇率只有1997年6月的四分之一。他提到了印尼的金融体系几近崩溃，当年的经济预计衰退15%，同年5月该国还爆发了针对华人的暴动。吴作栋说：“新加坡会在能力范围内帮助印尼。我们只是一个小经济体。……毕竟我们只有三百万国民，在地图上只有一个小红点，哪里有能力帮助2.11亿人呢？”
2003年5月，时任副总理李显龙在一场会议上回顾哈比比的言论，说：“（哈比比的言论）是一个生动而又宝贵的提醒，我们确实很渺小和脆弱。‘小红点’已经深入每一个新加坡人的心里，并将永久成为我们语言中的一部分，对此我们心存感激。”
2006年9月19日，哈比比向记者澄清他在1998年无意蔑视新加坡，而是想借由新加坡体量之小强调新加坡的经济成就。他解释他是在与当地青年团体会见时即兴说了这些内容，希望以此鼓励他们。他当时说：“如果你观察一张东南亚的地图，你（印度尼西亚）这么巨大，而新加坡只是一个小点。但你去到新加坡，在那里你会看到有远见的人们。”哈比比声称自己已经纠正过多次，但媒体从未刊登出来，因为是即兴演说，他无法证明自己没有蔑视的意味。

## 流行文化

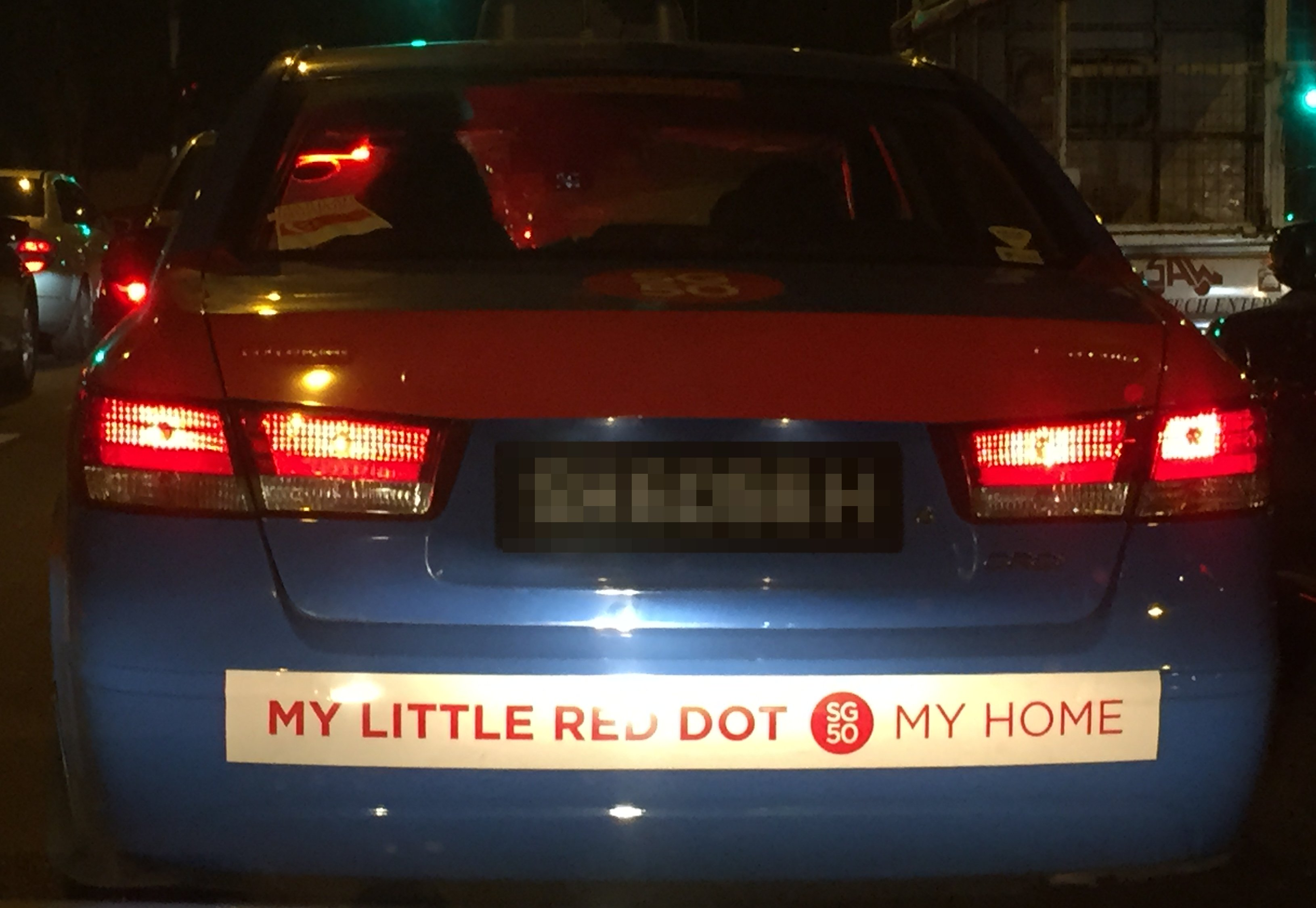
一张出现在新加坡出租车车身上庆祝50周年国庆的贴纸，上有“我的小红点”（"MY LITTLE RED DOT"）、“我的家”（"MY HOME"）字样。

- 《小红点》（英語：Little Red Dot）：2005年起由《海峡时报》发行的一份面向小学生的英文学生报。[6]
- 小红点系列故事书：由新加坡政府中央国民教育办公室编写的一套面向小学一、二年级学生的书籍。该系列共有四本图书：《小红点》《小红点反弹》《小红点反击》《小红点返家》，这些故事包含了灵活适应、认同感、团队合作、保持警惕等主题。[7]
- Pink Dot SG：2009年起每年在新加坡芳林公园演说者之角举行的声援LGBT人士的活动。
- 《在红点（英语：On the Red Dot）》：亚洲新闻频道的一档时事节目，于2012年首播。
- 红点同心党：成立于2020年的新加坡政党。
- 苹果公司于2017年在新加坡乌节路开设该国首家Apple Store时，开业前在店铺外墙张贴了包含苹果标志、爱心图案和一个小红点的艺术作品，以展现苹果公司对“小红点”新加坡的热爱。[8][9]